# 絵文字文化
絵文字文化（えもじぶんか）
1. 古代の絵文字使用における文化。
2. 現代の絵文字を文字として用いる文化。Emojiとも呼ばれている。本項ではこの事情に関して詳述する。

本項目では主に現代の日本での携帯電話端末などの絵文字を使用することから発生し、日本以外でもEmojiとして普及した文化について記述する。

## 概要
日本語において文字は、漢字と仮名である平仮名および片仮名を示す。中国で生まれた漢字は、元々は具象的な絵文字から発達してきた。日本に伝えられてからも、絵文字を文字として使用することが行われている。

### 古くからの利用
古くから使用されていて有名なものが枡記号（〼）である。これは枡を図式化した絵文字であるが、計量容器としての「枡」の意味と、区画としての「枡」、文字としての「枡」や「升」、丁寧の助動詞の「ます」のまったく異なる用途で使用される。この用途は現在も同じであり、ほかに副詞の「ますます」を枡記号を利用して表すような用途も増えている。
藤間柳庵は、江戸時代末期に絵文字で書かれた版画を作成していた。この使用方法は、各漢字をそれぞれ絵文字に対応させて使用している。
これらに見られるように古くからの使用方法として、絵文字の「絵」の持つ意味を利用して使用するケースと、絵文字の絵の読みのみをそのまま利用して使用するケースがあった。

### 現代における利用

#### 日本における事情
現代においては、ポケットベルで絵文字が採用されて以降携帯電話端末での携帯電話の絵文字の普及により、さまざまな絵文字が文字としての用途として使用されるようになった。
歴史的には、最初に絵文字がフォントに搭載されたのはかなり古くからあり、文字コードに搭載されるようになったのは、1959年のCO-59コードで野球ボールが採用されたことが始まりである。
1984年の第8回石井賞創作タイプフェイスコンテストにて、書体デザイナーの佐藤豊が、佳作を受賞した絵文字を約物として絵文字を使用することを提案したフォントが絵文字の汎用利用への始まりである。
ポケットベルに絵文字が最初に採用されて、それの人気が高かったことから、携帯電話に絵文字が実装されるようになったことで、一般社会でも絵文字が使用可能になった。
これらは、日本語における絵文字を文字として使用する文化に落ち着いた。たとえば、「☀だから🚗で🗻に行こう🎵」〔晴れ（天気）だから車（ドライブ）で富士山（山）に行こう〕のように文字のひとつとして使用される。メール以外にも携帯用のサイトにも携帯電話の絵文字が利用できることから、携帯用のサイトにおける絵文字の利用率は百度の調査によると46.6%におよび、多く利用されている。この絵文字は装飾的な意味だけではなく、表意文字や表音文字としての利用もされている。
最近までこのような絵文字の用途の研究はほとんどされていなかったが、2009年に検索エンジンの百度が絵文字の文字としての利用の研究結果を発表した。この調査によると、携帯電話の絵文字は「意味的」、「機能的」、「装飾的」の3種類の意味で使用されていることが発表された。また、絵文字も複数の意味で使用され、たとえば、「ビール」をあらわす「🍺」の絵文字は「お酒」や「飲み会」の意味として使用され、「地下鉄」をあらわす「Ⓜ」の絵文字は、「M」や「マクドナルド」など多彩な意味で使用される。このように絵文字を漢字などと同じように、複数の意味や用途で使用する点で表意文字であるとも表語文字であるともいえる。

#### 絵文字のグローバル化
絵文字は日本語に特有の文化であり、海外も含めインスタントメッセンジャーやSNSで絵文字使用が可能になってからも、日本語以外の言語では文字のように使用する用途はほとんど見られず、専ら装飾記号や約物としての用途でしか利用されていなかった。
一方で、Googleは「絵文字は、米Googleの開発者が日本の携帯電話の絵文字文化に感銘を受け、2007年から開発を始めた。」 として、絵文字のUnicodeへの採用を推し進め、2010年にUnicode 6.0として採用された。これにより、既存の携帯電話の絵文字がコンピューターの世界で世界的に文字として使用されるようになった。
これらは日本以外でも日本語の「絵文字」をローマ字表記したEmojiとして、世界中の言語で受け入れられ、現代では世界中のさまざまな言語において絵文字が使用されるようになった。
また、絵文字を用いたコンベンションなども行われている他、2016年にはニューヨーク近代美術館で1999年にNTTドコモの「iモード」で使われた176種類の絵文字の展示がされた。
2015年にはアメリカ合衆国大統領であるバラク・オバマが、4月28日の日本の内閣総理大臣との会談で日本発祥で世界的に普及した代表的な文化の1つとして絵文字を上げ、感謝の意を示した。
絵文字が世界的に使用されている状況を示すものとして下記のような例がある。
- “Emojipedia 😃 — Find any Emoji Meaning 💁👌🎍😍📱🙊:”. 2014年6月14日閲覧。 - 絵文字版Wikipedia
- “emojitracker: realtime emoji use on twitter”. 2014年6月14日閲覧。 - Twitterでの絵文字発言状況
- “Silicon Feelings”. 2014年6月14日閲覧。 - 絵文字が発言されている場所を世界地図上にリアルタイムにマッピングしたもの

テキサス大学オースティン校の研究グループは、テキストメッセージに絵文字を含めることがコミュニケーションに与える影響について260人をサンプルにした実験を行い、絵文字を含んだメッセージは、応答性・好感度・親密感・満足度が向上すると2025年7月2日に発表している。

## 絵文字使用のパターン
下記に用途ごとの例を示す。
| パターン                                 | 絵文字     | 意味                                 |
| ---------------------------------------- | ---------- | ------------------------------------ |
| 絵の物体と事象の意味を対応               | 🚗に乗る   | 車                                   |
| 絵の意味を表現する事象と動作を対応       | 🚗に行く   | ドライブ                             |
| 絵の意味を表現する物と動作をあわせて対応 | 💸         | お金を浪費する                       |
| 絵の意味を表現する感情と動作を対応       | 😒         | 疑い                                 |
| 形状から連想される類似の意味を示す       | つかれた🌀 | 渦巻きであるとして目が回っている様子 |
| 発音が同じ絵文字を対応                   | すぐに🐸   | 帰る（カエルと同じ発音）             |
| 前後の文字の関連を示す                   | 🐶👉🐱     | 犬から猫へ                           |
| 形状の文字の意味                         | 💯         | 100点                                |
| 感情の装飾                               | わ〜い💓   | ラブラブ                             |
| 単純な装飾                               | 🔴はい     | 装飾                                 |